# Galaktyka grozy
Galaktyka grozy (ang. Galaxy of Terror) – film produkcji amerykańskiej z gatunku science fiction z 1981 roku w reżyserii Bruce'a D. Clarka.

## Obsada
- Jack Blessing - Cos
- Sid Haig - Quuhod
- Taaffe O'Connell - Dameia
- Robert Englund - Farmer
- Zalman King - Baelon
- Bernard Behrens - Komandor Ilvar
- Ray Walston - Kore
- Erin Moran - Alluma
- Edward Albert - Cabren
- Mary Ellen O'Neill - Mitri
- Grace Zabriskie - Kapitan Trantor
- Kenny Myers - Martwy członek załogi (niewymieniony w czołówce)
- Brian Wade - Potwór (niewymieniony w czołówce)

## Fabuła
Załoga statku kosmicznego odkrywa tajemniczą piramidę, w której wszystkie koszmary stają się realne.